# Temnora grandidieri
Temnora grandidieri är en fjärilsart som beskrevs av Butler 1879. Temnora grandidieri ingår i släktet Temnora och familjen svärmare. Inga underarter finns listade i Catalogue of Life.